# Principe di Angera
Il titolo di Principe di Angera è stato un titolo nobiliare italiano che venne concesso da Vittorio Emanuele III di Savoia a Giberto Borromeo Arese, un dirigente d'azienda e politico italiano, discendente dell'omonima casata milanese, nel 1916 con Regio Decreto motu proprio del 21 dicembre e confermato con Regie Patenti del 1º marzo 1917. 
L'attuale detentore del titolo di Principe d'Angera è Vitaliano XI Borromeo.

## Storia
Nel 1449 la Repubblica Ambrosiana diede il territorio di Angera ai Borromeo, in cambio di un esercito per sconfiggere i Veneziani che si trovavano in marcia verso Milano. A capo di tale esercito vi era Francesco Sforza e con la seguente salita al potere degli Sforza, Angera e i territori circostanti ebbero sorti alterne non sempre in sintonia con la casata Borromeo.
Nel 1497 Ludovico il Moro, elevò il borgo a città e mise ivi la sede del Capitano del Lago Maggiore e concesse il diritto di mercato e due Fiere annuali. Il Moro riconobbe agli angeresi anche importanti esenzioni dai dazi sulle merci che circolavano sul lago Maggiore, a danno dei Borromeo che di tali dazi erano titolari. Dal 1535 Angera, come tutto il Ducato di Milano, passò sotto il dominio spagnolo, e fu nuovamente concessa in feudo ai Borromeo, almeno fino al 1577, quando tornò a dipendere direttamente dal governo di Milano.
Nel 1623 il cardinale Federico Borromeo acquistò nuovamente il feudo, con il titolo di Marchese, per sé e per i propri nipoti. Il Cardinale, che fu capace di ricreare con gli angeresi un rapporto di fiducia, ricostituì la Collegiata nella chiesa di S. Maria Assunta con un Capitolo di sei canonici. Federico Borromeo ottenne inoltre per gli angeresi la libertà di pesca: nel 1623 il re Filippo IV di Spagna concesse, infatti, l'uso civico di pesca agli abitanti di Angera e di Ranco, ancora oggi in vigore.
Giberto V Borromeo (1751-1837) fu l'ultimo feudatario con la moglie Contessa Cusani, dopo l'occupazione francese.
Giberto VII Borromeo (1859-1941) ricevette la nomina a Principe di Angera dal re Vittorio Emanuele III di Savoia con Regio Decreto motu proprio del 21 dicembre 1916 e Regie Patenti del 1º marzo 1917.
Nei tempi odierni la famiglia era rappresentata da Giberto VIII Borromeo Arese, deceduto il 16 febbraio 2015. A succedergli è stato il primogenito Vitaliano X Borromeo Arese.

## Marchesi di Angera (1623-1797)
| Immagine | Nome                              | Nascita              | Consorte                                                       | Inizio della detenzione del titolo | Morte             | Note                                                                          |
| -------- | --------------------------------- | -------------------- | -------------------------------------------------------------- | ---------------------------------- | ----------------- | ----------------------------------------------------------------------------- |
|          | Federico Borromeo                 | 18 agosto 1564       | celibe                                                         | 1623                               | 21 settembre 1631 |                                                                               |
|          | Giulio Cesare II Borromeo         | 16/27 settembre 1590 | Giovanna Cesi                                                  | 21 settembre 1631                  | 16 giugno 1638    |                                                                               |
|          | Carlo III Borromeo                | 1586                 | Isabella D'Adda                                                | 1638                               | 28 febbraio 1652  |                                                                               |
|          | Renato II Borromeo                | 23 agosto 1618       | Giulia Arese                                                   | 28 febbraio 1652                   | 1º maggio 1685    |                                                                               |
|          | Vitaliano VI Borromeo             | 20 aprile 1620       | celibe                                                         | 1º maggio 1685                     | 8 ottobre 1690    | Fratello del precedente; senza discendenza legittima.                         |
|          | Carlo Borromeo Arese              | 28 aprile 1657       | Giovanna Odescalchi (1678-1679); Camilla Barberini (1679-1734) | 8 ottobre 1690                     | 3 luglio 1734     | Figlio di Renato II Borromeo. Assunse per primo il cognome di Borromeo Arese. |
|          | Giovanni Benedetto Borromeo Arese | 1º luglio 1679       | Clelia Grillo                                                  | 3 luglio 1734                      | 10 marzo 1744     |                                                                               |
|          | Renato III Borromeo Arese         | 10 dicembre 1710     | Marianna Odescalchi                                            | 10 marzo 1744                      | 13 gennaio 1778   |                                                                               |
|          | Giberto V Borromeo Arese          | 12 febbraio 1751     | Maria Elisabetta Cusani                                        | 13 gennaio 1778                    | 12 marzo 1837     | Fu l'ultimo Conte e Marchese sovrano; perse i titoli nel 1797.                |

## Marchesititolaridi Angera (1797-1916)
| Immagine | Nome                          | Nascita           | Consorte                                                                    | Inizio della pretesa | Morte            | Note                                              |
| -------- | ----------------------------- | ----------------- | --------------------------------------------------------------------------- | -------------------- | ---------------- | ------------------------------------------------- |
|          | Giberto V Borromeo Arese      | 12 febbraio 1751  | Maria Elisabetta Cusani                                                     | 1797                 | 12 marzo 1837    |                                                   |
|          | Vitaliano VIII Borromeo Arese | 12 novembre 1792  | Maria d'Adda                                                                | 12 marzo 1837        | 26 febbraio 1874 |                                                   |
|          | Giberto VI Borromeo Arese     | 17 settembre 1815 | Livia Litta Arese Visconti (1838 -1844); Laura Durazzo Grimaldi (1851-1880) | 26 febbraio 1874     | 25 aprile 1885   |                                                   |
|          | Guido Borromeo Arese          | 21 novembre 1818  | celibe                                                                      | 25 aprile 1885       | 19 novembre 1890 | Fratello del precedente                           |
|          | Emanuele Borromeo Arese       | 27 maggio 1821    | celibe                                                                      | 19 novembre 1890     | 28 febbraio 1906 | Fratello del precedente                           |
|          | Emilio Borromeo Arese         | 11 febbraio 1829  | Elisabetta Borromeo Arese                                                   | 28 febbraio 1906     | 4 settembre 1909 | Fratello del precedente                           |
|          | Giberto VII Borromeo Arese    | 18 maggio 1859    | Rosanna Leonardi                                                            | 4 settembre 1909     | 20 febbraio 1941 | Il 21 dicembre 1916 fu creato Principe di Angera. |

## Principi di Angera (1916-oggi)
| Immagine | Nome                                | Nascita          | Consorte            | Inizio della detenzione del titolo | Morte            | Note                                                    |
| -------- | ----------------------------------- | ---------------- | ------------------- | ---------------------------------- | ---------------- | ------------------------------------------------------- |
|          | Giberto VII Borromeo Arese          | 18 maggio 1859   | Rosanna Leonardi    | 21 dicembre 1916                   | 20 febbraio 1941 |                                                         |
|          | Vitaliano IX Borromeo Arese         | 13 ottobre 1892  | Ida Taverna         | 20 febbraio 1941                   | 29 marzo 1982    |                                                         |
|          | Giberto VIII Borromeo Arese Taverna | 21 novembre 1932 | Bona Enrica Orlando | 29 marzo 1982                      | 16 febbraio 2015 | Assunse per primo il cognome di Borromeo Arese Taverna. |
|          | Vitaliano X Borromeo Arese Taverna  | 22 gennaio 1960  | Marina Munafò       | 16 febbraio 2015                   | vivente          |                                                         |

## Albero genealogico
|                         |                         |                                            |                                            |                          |                          |                           |                           |                        |                        |                          |                           |                           |                          |                            |                            |                        |                      |                |                        |                        |                                  |                                  |                      |                      |                    |                    |
|                         |                         |                                            |                                            |                          |                          | · Vitaliani               |                           |                        |                        |                          |                           |                           |                          |                            |                            |                        |                      |                |                        |                        |                                  |                                  |                      |                      |                    |                    |
|                         |                         |                                            |                                            |                          |                          |                           |                           |                        |                        |                          |                           |                           |                          |                            |                            |                        |                      |                |                        |                        |                                  |                                  |                      |                      |                    |                    |
|                         |                         |                                            |                                            |                          |                          |                           |                           |                        |                        |                          |                           |                           |                          |                            |                            |                        |                      |                |                        |                        |                                  |                                  |                      |                      |                    |                    |
|                         |                         |                                            |                                            |                          |                          | Vitaliano I *1390 †1449   |                           |                        |                        |                          |                           |                           |                          |                            |                            |                        |                      |                |                        |                        |                                  |                                  |                      |                      |                    |                    |
|                         |                         |                                            |                                            |                          |                          |                           |                           |                        |                        |                          |                           |                           |                          |                            |                            |                        |                      |                |                        |                        |                                  |                                  |                      |                      |                    |                    |
|                         |                         |                                            |                                            |                          |                          |                           |                           |                        |                        |                          |                           |                           |                          |                            |                            |                        |                      |                |                        |                        |                                  |                                  |                      |                      |                    |                    |
|                         |                         |                                            |                                            |                          | Giacomo *1414 †1453      | Giacomo *1414 †1453       | Filippo *1419 †1469       | Filippo *1419 †1469    |                        |                          |                           |                           |                          |                            |                            |                        |                      |                |                        |                        |                                  |                                  |                      |                      |                    |                    |
|                         |                         |                                            |                                            |                          |                          |                           |                           |                        |                        |                          |                           |                           |                          |                            |                            |                        |                      |                |                        |                        |                                  |                                  |                      |                      |                    |                    |
|                         |                         |                                            |                                            |                          |                          |                           |                           |                        |                        |                          |                           |                           |                          |                            |                            |                        |                      |                |                        |                        |                                  |                                  |                      |                      |                    |                    |
| Vitaliano *1451 †1493   | Vitaliano *1451 †1493   | Giustina *? †?                             | Giustina *? †?                             |                          |                          |                           |                           |                        |                        |                          |                           |                           |                          | Giovanni *? †1495          | Giovanni *? †1495          |                        |                      |                |                        |                        |                                  |                                  |                      |                      |                    |                    |
|                         |                         |                                            |                                            |                          |                          |                           |                           |                        |                        |                          |                           |                           |                          |                            |                            |                        |                      |                |                        |                        |                                  |                                  |                      |                      |                    |                    |
|                         |                         |                                            |                                            |                          |                          |                           |                           |                        |                        |                          |                           |                           |                          |                            |                            |                        |                      |                |                        |                        |                                  |                                  |                      |                      |                    |                    |
|                         |                         | · Visconti Borromeo ·                      | · Visconti Borromeo ·                      | Giberto *1463 †1527      | Giberto *1463 †1527      |                           |                           |                        |                        |                          |                           | Ludovico *1468 †1527      | Ludovico *1468 †1527     |                            |                            |                        |                      |                | Filippo *? †1508       | Filippo *? †1508       | Lancillotto *1473 †1513          | Lancillotto *1473 †1513          | Galeazzo *1476 †1511 | Galeazzo *1476 †1511 | Francesco *1462 †? | Francesco *1462 †? |
|                         |                         |                                            |                                            |                          |                          |                           |                           |                        |                        |                          |                           |                           |                          |                            |                            |                        |                      |                |                        |                        |                                  |                                  |                      |                      |                    |                    |
|                         |                         |                                            |                                            |                          |                          |                           |                           |                        |                        |                          |                           |                           |                          |                            |                            |                        |                      |                |                        |                        |                                  |                                  |                      |                      |                    |                    |
|                         |                         |                                            |                                            | Federico *1492 †1529     | Federico *1492 †1529     |                           |                           |                        | Camillo *? †1599       | Camillo *? †1599         | Vitaliano *? †?           | Vitaliano *? †?           | Carlo *? †1537           | Carlo *? †1537             | Luigi *ante 1502 †1518     | Luigi *ante 1502 †1518 | Guido *1502 †?       | Guido *1502 †? | Giulio Cesare *? †1523 | Giulio Cesare *? †1523 | Giovanni *? †1536                | Giovanni *? †1536                |                      |                      |                    |                    |
|                         |                         |                                            |                                            |                          |                          |                           |                           |                        |                        |                          |                           |                           |                          |                            |                            |                        |                      |                |                        |                        |                                  |                                  |                      |                      |                    |                    |
|                         |                         |                                            |                                            |                          |                          |                           |                           |                        |                        |                          |                           |                           |                          |                            |                            |                        |                      |                |                        |                        |                                  |                                  |                      |                      |                    |                    |
|                         |                         | Giberto II *1511 †1558                     | Giberto II *1511 †1558                     | Francesco *? †1582       | Francesco *? †1582       | Giulio Cesare *1517 †1572 | Giulio Cesare *1517 †1572 | Gian Battista *? †1577 | Gian Battista *? †1577 | Luigi *? †?              | Luigi *? †?               |                           |                          |                            |                            |                        |                      |                | Luigi *? †?            | Luigi *? †?            | Filippo Dionigi *1519 †post 1562 | Filippo Dionigi *1519 †post 1562 |                      |                      |                    |                    |
|                         |                         |                                            |                                            |                          |                          |                           |                           |                        |                        |                          |                           |                           |                          |                            |                            |                        |                      |                |                        |                        |                                  |                                  |                      |                      |                    |                    |
|                         |                         |                                            |                                            |                          |                          |                           |                           |                        |                        |                          |                           |                           |                          |                            |                            |                        |                      |                |                        |                        |                                  |                                  |                      |                      |                    |                    |
|                         | Federico *1535 †1562    | Federico *1535 †1562                       | Carlo *1538 †1584                          | Carlo *1538 †1584        | Renato I *1555 †1608     | Renato I *1555 †1608      | Federico *1564 †1631      | Federico *1564 †1631   |                        |                          |                           |                           |                          |                            |                            |                        |                      |                | Vitaliano *? †?        | Vitaliano *? †?        | Prospero *? †ante 1591           | Prospero *? †ante 1591           |                      |                      |                    |                    |
|                         |                         |                                            |                                            |                          |                          |                           |                           |                        |                        |                          |                           |                           |                          |                            |                            |                        |                      |                |                        |                        |                                  |                                  |                      |                      |                    |                    |
|                         |                         |                                            |                                            |                          |                          |                           |                           |                        |                        |                          |                           |                           |                          |                            |                            |                        |                      |                |                        |                        |                                  |                                  |                      |                      |                    |                    |
| Giovanni *? †1613       | Giovanni *? †1613       | Carlo III *1586 †1652                      | Carlo III *1586 †1652                      |                          |                          |                           |                           |                        |                        |                          | Giulio Cesare *1590 †1638 | Giulio Cesare *1590 †1638 |                          |                            |                            |                        |                      |                |                        |                        |                                  |                                  |                      |                      |                    |                    |
|                         |                         |                                            |                                            |                          |                          |                           |                           |                        |                        |                          |                           |                           |                          |                            |                            |                        |                      |                |                        |                        |                                  |                                  |                      |                      |                    |                    |
|                         |                         |                                            |                                            |                          |                          |                           |                           |                        |                        |                          |                           |                           |                          |                            |                            |                        |                      |                |                        |                        |                                  |                                  |                      |                      |                    |                    |
| Giberto III *1615 †1672 | Giberto III *1615 †1672 | Renato II *1636 †1704 ⚭ Giulia Arese *? †? | Renato II *1636 †1704 ⚭ Giulia Arese *? †? | Vitaliano VI *1620 †1690 | Vitaliano VI *1620 †1690 | Giovanni *? †1660         | Giovanni *? †1660         | 4 Monaci teatini       | 4 Monaci teatini       | Paolo Emilio *1633 †1690 | Paolo Emilio *1633 †1690  | Giustino *1638 †ante1640  | Giustino *1638 †ante1640 | Antonio Renato *1632 †1686 | Antonio Renato *1632 †1686 | Federico *1617 †1673   | Federico *1617 †1673 |                |                        |                        |                                  |                                  |                      |                      |                    |                    |
|                         |                         |                                            |                                            |                          |                          |                           |                           |                        |                        |                          |                           |                           |                          |                            |                            |                        |                      |                |                        |                        |                                  |                                  |                      |                      |                    |                    |
|                         |                         |                                            |                                            |                          |                          |                           |                           |                        |                        |                          |                           |                           |                          |                            |                            |                        |                      |                |                        |                        |                                  |                                  |                      |                      |                    |                    |
|                         | Carlo IV                | Carlo IV                                   | Giberto *1671 †1740                        | Giberto *1671 †1740      |                          |                           |                           |                        |                        |                          |                           |                           |                          |                            |                            |                        |                      |                |                        |                        |                                  |                                  |                      |                      |                    |                    |
|                         |                         |                                            |                                            |                          |                          |                           |                           |                        |                        |                          |                           |                           |                          |                            |                            |                        |                      |                |                        |                        |                                  |                                  |                      |                      |                    |                    |
|                         |                         |                                            |                                            |                          |                          |                           |                           |                        |                        |                          |                           |                           |                          |                            |                            |                        |                      |                |                        |                        |                                  |                                  |                      |                      |                    |                    |
|                         | · Borromeo · Arese      |                                            |                                            |                          |                          |                           |                           |                        |                        |                          |                           |                           |                          |                            |                            |                        |                      |                |                        |                        |                                  |                                  |                      |                      |                    |                    |

### Ramo Borromeo Arese
|                     |                     |                   |                   |                            |                            |                     |                        |                        |                                |                                |                      |                      |                       |                       |
|                     |                     |                   |                   |                            |                            |                     |                        |                        |                                | · Borromeo di Milano           |                      |                      |                       |                       |
|                     |                     |                   |                   |                            |                            |                     |                        |                        |                                |                                |                      |                      |                       |                       |
|                     |                     |                   |                   |                            |                            |                     |                        |                        |                                |                                |                      |                      |                       |                       |
|                     |                     |                   |                   |                            |                            |                     |                        |                        |                                | Carlo IV *1657 †1734           |                      |                      |                       |                       |
|                     |                     |                   |                   |                            |                            |                     |                        |                        |                                |                                |                      |                      |                       |                       |
|                     |                     |                   |                   |                            |                            |                     |                        |                        |                                |                                |                      |                      |                       |                       |
|                     |                     |                   |                   |                            |                            |                     |                        |                        | Giovanni Benedetto *1684 †1777 | Giovanni Benedetto *1684 †1777 | Federico *1703 †1779 | Federico *1703 †1779 |                       |                       |
|                     |                     |                   |                   |                            |                            |                     |                        |                        |                                |                                |                      |                      |                       |                       |
|                     |                     |                   |                   |                            |                            |                     |                        |                        |                                |                                |                      |                      |                       |                       |
|                     |                     |                   |                   |                            | Antonio *? †1715           | Antonio *? †1715    | Renato III *1710 †1778 | Renato III *1710 †1778 | Francesco                      | Francesco                      | Giuseppe *1714 †1715 | Giuseppe *1714 †1715 | Vitaliano *1720 †1793 | Vitaliano *1720 †1793 |
|                     |                     |                   |                   |                            |                            |                     |                        |                        |                                |                                |                      |                      |                       |                       |
|                     |                     |                   |                   |                            |                            |                     |                        |                        |                                |                                |                      |                      |                       |                       |
|                     |                     |                   |                   |                            |                            |                     | Giberto V *1751 †1837  | Giberto V *1751 †1837  | · Borromeo · di San Maurilio   | · Borromeo · di San Maurilio   |                      |                      |                       |                       |
|                     |                     |                   |                   |                            |                            |                     |                        |                        |                                |                                |                      |                      |                       |                       |
|                     |                     |                   |                   |                            |                            |                     |                        |                        |                                |                                |                      |                      |                       |                       |
|                     |                     |                   |                   | Vitaliano VIII *1791 †1874 | Vitaliano VIII *1791 †1874 | Renato *1798 †1875  | Renato *1798 †1875     | Federico *1805 †1882   | Federico *1805 †1882           | Cesare *1807 †1832             | Cesare *1807 †1832   |                      |                       |                       |
|                     |                     |                   |                   |                            |                            |                     |                        |                        |                                |                                |                      |                      |                       |                       |
|                     |                     |                   |                   |                            |                            |                     |                        |                        |                                |                                |                      |                      |                       |                       |
| Giberto *1815 †1885 | Giberto *1815 †1885 | Guido *1818 †1890 | Guido *1818 †1890 | Emanuele *1821 †1906       | Emanuele *1821 †1906       | Edoardo *1822 †1891 | Edoardo *1822 †1891    | Emilio *1829 †1909     | Emilio *1829 †1909             |                                |                      |                      |                       |                       |
|                     |                     |                   |                   |                            |                            |                     |                        |                        |                                |                                |                      |                      |                       |                       |
|                     |                     |                   |                   |                            |                            |                     |                        |                        |                                |                                |                      |                      |                       |                       |
|                     |                     |                   |                   |                            |                            |                     | Giberto *1859 †1941    | Giberto *1859 †1941    |                                | Guido *1862 †1942              | Guido *1862 †1942    |                      |                       |                       |
|                     |                     |                   |                   |                            |                            |                     |                        |                        |                                |                                |                      |                      |                       |                       |
|                     |                     |                   |                   |                            |                            |                     |                        |                        |                                |                                |                      |                      |                       |                       |
|                     |                     |                   |                   |                            |                            |                     | Vitaliano *1892 †1982  | Vitaliano *1892 †1982  | Renato *1900 †1970             | Renato *1900 †1970             | Carlo *1902 †1965    | Carlo *1902 †1965    |                       |                       |
|                     |                     |                   |                   |                            |                            |                     |                        |                        |                                |                                |                      |                      |                       |                       |
|                     |                     |                   |                   |                            |                            |                     |                        |                        |                                |                                |                      |                      |                       |                       |
|                     |                     |                   |                   |                            |                            | Giberto *1932 †2015 | Giberto *1932 †2015    | Carlo Ferdinando *1935 | Carlo Ferdinando *1935         |                                |                      |                      |                       |                       |
|                     |                     |                   |                   |                            |                            |                     |                        |                        |                                |                                |                      |                      |                       |                       |
|                     |                     |                   |                   |                            |                            |                     |                        |                        |                                |                                |                      |                      |                       |                       |
|                     |                     |                   |                   |                            | Vitaliano X *1960          | Vitaliano X *1960   | Federico *1963         | Federico *1963         |                                |                                |                      |                      |                       |                       |